# Inibidor da enzima de conversão da angiotensina
Os inibidores da enzima conversora de angiotensina ou IECAs são fármacos usados no tratamento da hipertensão arterial, ou seja, são agentes anti-hipertensivos.

## Farmacologia
Os IECAs são compostos que inibem a enzima conversora da angiotensina que converte a angiotensina I em angiotensina II. A angiotensina II é um potente vasoconstritor e estimula a produção de aldosterona, a qual promove retenção de sódio e água nos túbulos renais, aumentado a volemia. A enzima conversora da angiotensina é estimulada pela renina secretada pelos rins, em resposta à diminuição da sua perfusão sanguínea. Ao inibir essa enzima, os IECAs produzem vasodilatação periférica, diminuindo a pressão arterial.
A enzima de conversão de angiotensina é uma Cininase, isto é, igualmente responsável pela degradação das cininas, como a bradicinina, que são vasodilatadoras. Alguns dos efeitos não desejados dos IECAs, como a tosse, são devidos ao acúmulo destas cininas. Entretanto, o efeito vasodilatador da bradicinina é atualmente investigado como coadjuvante na efetividade dos inibidores da enzima de conversão.

## Efeitos
- Diminui a pressão arterial: efeito mais pronunciado para pressões altas que para pressões normais.

### Efeitos adversos
- Hipotensão postural
- Tosse seca: devido à acumulo de bradicinina.
- Dor de cabeça
- Fadiga
- Problemas renais

## Usos clínicos
- Tratamento da Hipertensão arterial: é um tratamento muito comum de primeira linha para a hipertensão idiopática (sem causa definida). Frequentemente combinada com diuréticos.
- Insuficiência cardiaca: ao diminuir a pressão, diminui o trabalho do coração e protege-o. Também está envolvida no processo de remodelação ventricular que ocorre nesta doença.
- Prevenção de complicações do enfarte do miocárdio: pelas mesmas razões.
- Lentificação da progressão da nefropatia diabética em pacientes com hipertensão associada e/ou com proteinúria franca (acima de 300 mg/24h).[1]
- Lentificação da progressão da retinopatia diabética em pacientes com Diabetes mellitus tipo 1.[1]